# آيت العربي أو قسو (آيت قسو)
آيت العربي أو قسو هو دُوَّار يقع بجماعة سيدي الغندور، إقليم الخميسات، جهة الرباط سلا القنيطرة في المملكة المغربية. ينتمي الدوّار لمشيخة آيت قسو التي تضم 4 دواوير. يقدر عدد سكانه بـ 1214 نسمة حسب الإحصاء الرسمي للسكان والسكنى لسنة 2004.

## وصلات خارجية
- البوابة الوطنية للجماعات الترابية
- المندوبية السامية للتخطيط